# شهرستان اوویهی (آیداهو)
شهرستان اوویهی، آیداهو (به انگلیسی: Owyhee County, Idaho) یک سکونتگاه مسکونی در ایالات متحده آمریکا است که در آیداهو واقع شده‌است.

## خصوصیات
شهرستان اوویهی ۱۹٬۹۳۵٫۲۵ کیلومترمربع مساحت دارد.

## نگارخانه

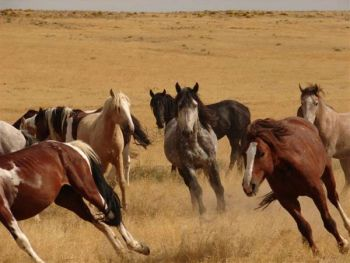
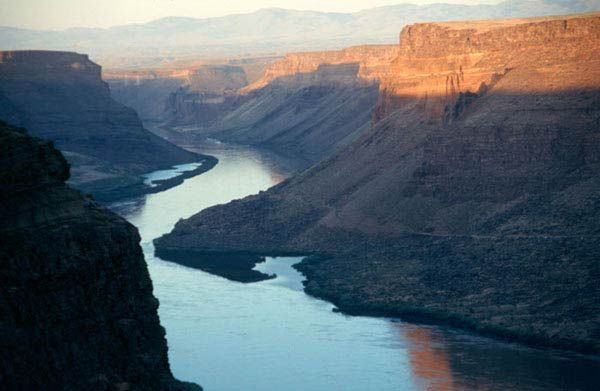